# Nistertal Walter Niepenberg Maschinenfabrik

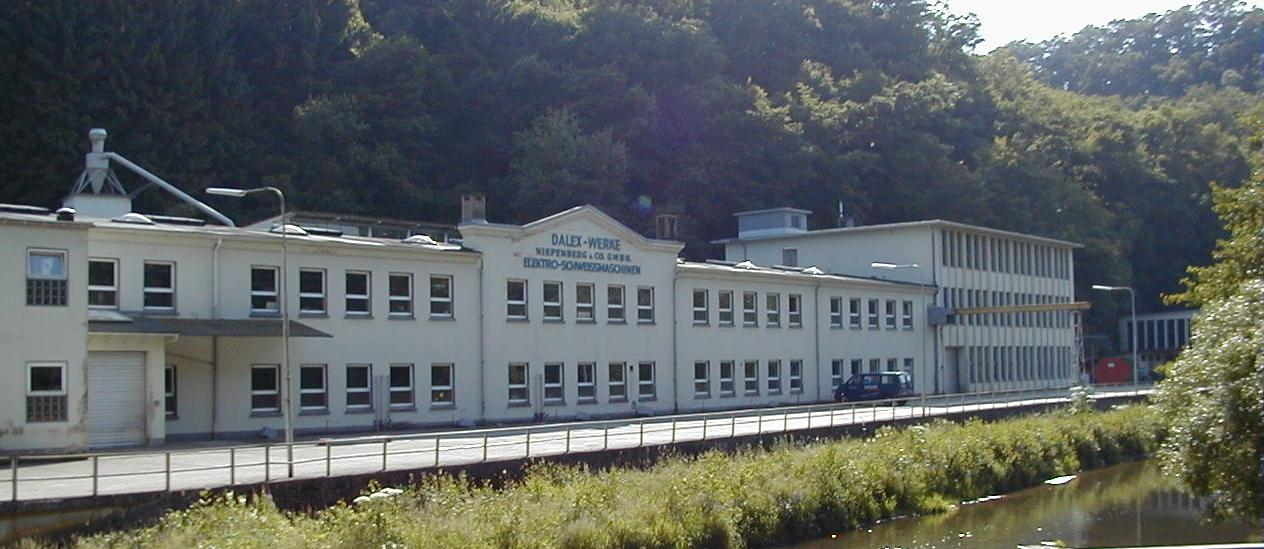
Dalex-Werke Walter Niepenberg Maschinenfabrik – Gebäude in Wissen-Nistertal

Die Nistertal Walter Niepenberg Maschinenfabrik in Wissen, gegründet von Walter Niepenberg, baute von 1949 bis circa 1960 Nutzfahrzeuge mit Verbrennungsmotor unter dem Markennamen NISTERTAL.

## Geschichte

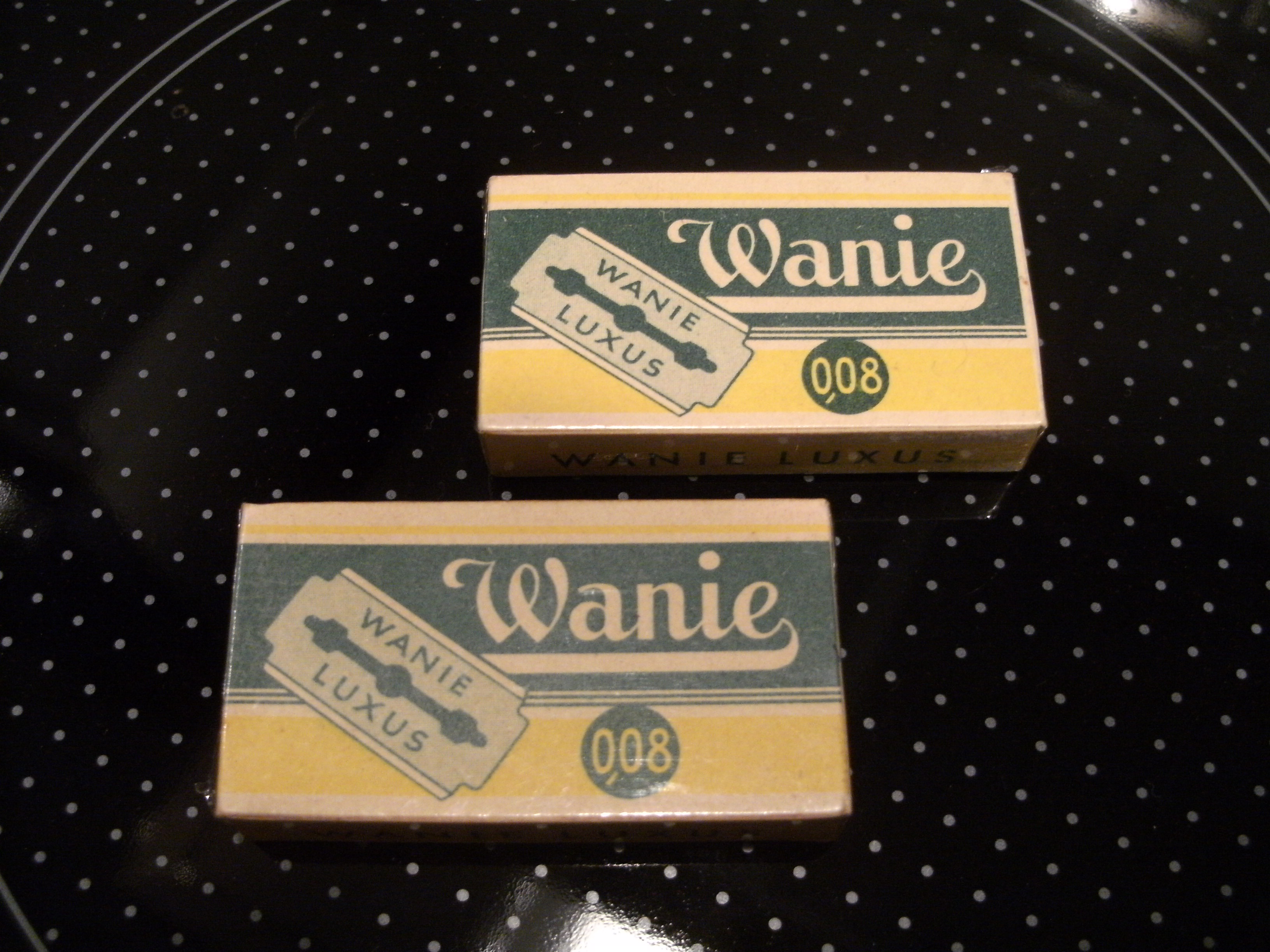
„Wanie“-Rasierklingen der ehem. Firma Walter Niepenberg Maschinenfabrik

Das Vorgängerunternehmen der Nistertal Walter Niepenberg Maschinenfabrik wurde 1911 durch die Brüder Carl und Walter Niepenberg in Solingen-Ohligs gegründet und am 11. Februar 1922 unter dem Namen Niepenberg & Co. GmbH als Metallwaren-Fabrik in das Handelsregister eingetragen. Zunächst wurde mit Rohstoffen und Fabrikaten der Stahlwarenindustrie gehandelt und neben konventionellen Rasiermesserklingen unter den Markennamen „Nicoso“ (Niepenberg & Co, Solingen) und „Wanie“ (Walter Niepenberg) auch neuartige Sicherheits-Rasierklingen nach amerikanischem Vorbild hergestellt. Am 4. September 1925 wurde eine Zweigniederlassung in Schmelze bei Eitorf an der Sieg gegründet und fortan von Walter Niepenberg geleitet. Im Jahre 1928 erfolgte die Gründung einer weiteren Niederlassung in Nisterau bei Wissen an der Sieg. Durch die Ausweitung der Produktion auf Bereiche der Fahrzeugtechnik, insbesondere durch die Herstellung hochwertiger Zündkerzen, kam das Unternehmen als Zulieferer unter anderem für die renommierte Marke Bugatti erstmals in Kontakt mit den damals führenden Herstellern der Automobilindustrie.
Am 20. Juli 1948 wurde auf einer Gesellschafterversammlung beschlossen, den bisherigen Hauptsitz in Solingen aufzugeben und nach Wissen zu verlagern. Kurz darauf schieden Walter Niepenberg und sein Sohn Walter Niepenberg jun. aus dem Unternehmen aus und gründeten 1949 in unmittelbarer Nähe in Wissen das Unternehmen Nistertal Walter Niepenberg Maschinenfabrik.
Bis 1959 wurden insgesamt circa 600 Nutzfahrzeuge, meist drei- oder vierrädrige, mit Verbrennungsmotoren ausgestattete Transporter und Sonderfahrzeuge unter dem Markennamen NISTERTAL hergestellt und vertrieben. Die Motoren wurden von Clinton Engines Corp., Maquoketa, Iowa, USA zugeliefert. Mit der Entwicklung des Prototyps V 75 A, von dem nur ein serienreifes Exemplar entstand, wurde die Produktion von Nutzfahrzeugen eingestellt. Trotz der teils sehr innovativen Konstruktionen, enormer Wendigkeit, geringem Verbrauch und im Verhältnis zum Eigengewicht sehr hoher Traglasten, blieben die von den einzelnen Modellen hergestellten Stückzahlen sehr gering. Schließlich fielen die Neuentwicklungen zum Ende der 1950er Jahre in eine Zeit, in der die Herstellung von dreirädrigen Kleintransportern in Deutschland generell auslief. Zudem vereinheitlichten die Deutsche Bundesbahn und die Bahnpost ihren Fuhrpark und setzten in diesem Segment fortan fast ausschließlich Elektrofahrzeuge der Firma SE Fahrzeugwerke/Still GmbH ein.

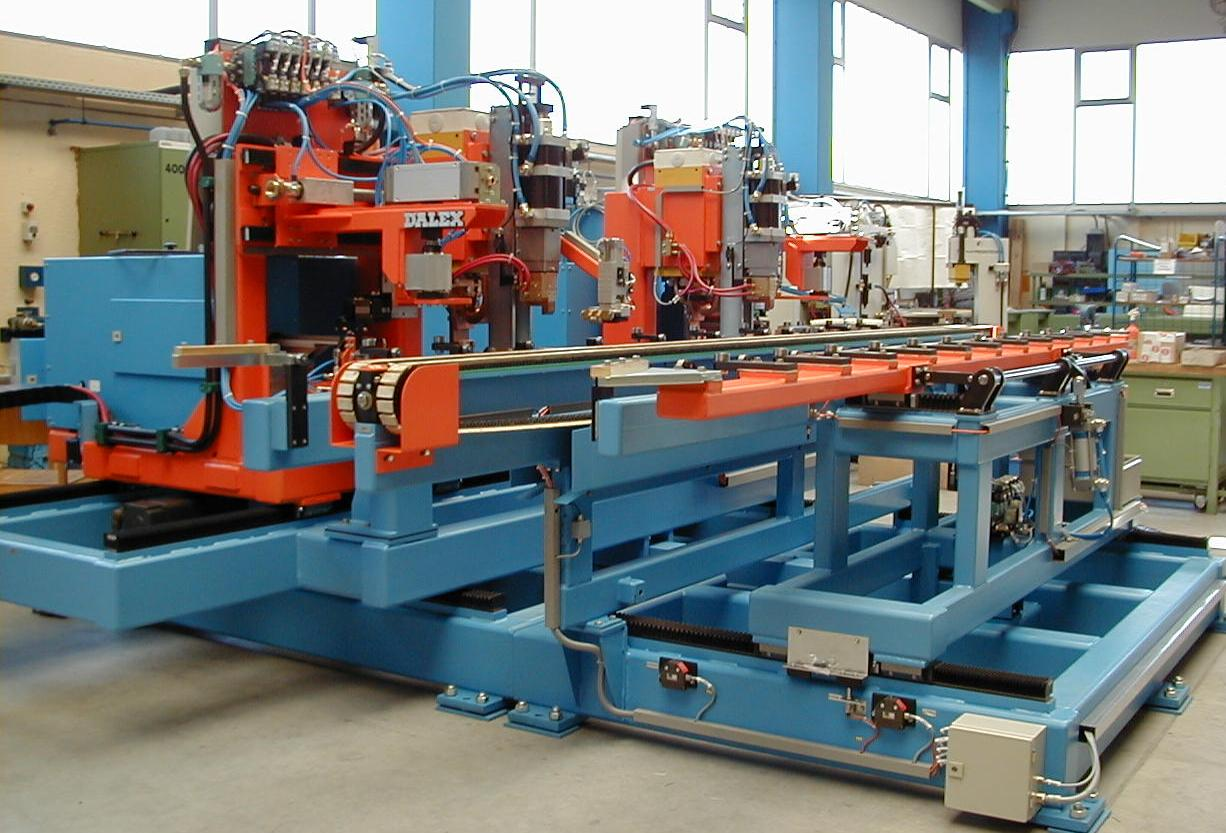
Dalex Widerstandsschweißanlage für die Elektrotechnikindustrie

Neben den Nutz- und Sonderfahrzeugen bildeten Schweißapparate einen weiteren Schwerpunkt der industriellen Produktion des Unternehmens.
Der von Carl Niepenberg ab 1949 in Wissen weitergeführte Zweig des Unternehmens firmiert seit 1952 unter dem Namen DALEX und gilt heute als eines der weltweit führenden Unternehmen auf dem Gebiet der Widerstandsschweißtechnik.

## Fahrzeugmodelle
- V 75, 1957/58, Motordreirad, Transporter mit offener Plattform[11]
- V 150, 1957/58, Motordreirad, Transporter mit offener Plattform und 1,5 t Tragkraft[12]
- D 250, 1958, vierrädriger Transporter mit offener Plattform[13]
- D 400, 1958, vierrädriger Transporter mit offener Plattform[13]
- V 75 A, 1959, Motordreirad (Prototyp), 1-sitziger, offener Transporter in Rahmenbauweise mit einem zulässigen Gesamtgewicht von 970 kg (ca. 0,7 t Tragkraft) und in einem Drehschemel montiertem und gelenktem, luftgekühltem 167 cm³ (10,2 in³) Einzylinder-Viertakt-Frontmotor mit 4,5 PS Leistung von Clinton Engines[14], der das Vorderrad antreibt. Auf beide Hinterräder wirkende und mechanisch betätigte Trommelbremsen als Fuß- und Handbremse; Entwicklung für die Deutsche Bundespost und die Bahnpost.